# WORLD END
「WORLD END」（ワールド・エンド）は、日本のバンド、FLOWのメジャー16枚目、通算20枚目のシングル。2008年8月13日にKi/oon Recordsから発売。

## 概要
- 前作から約2か月ぶりのリリースで、前作に続いてアニメタイアップ作となった。
- 「Answer」以来となるTOP10入りを果たし、初動売り上げは「DAYS」に次いで2番目に高い。
- キャッチコピーは、『ほとばしるエネルギーが生み出す疾走感！FLOWの新たな黎明を告げる1曲。』

## 収録曲
- 全曲、作曲：TAKESHI ASAKAWA

1. WORLD END [3:46]
作詞：KOHSHI ASAKAWA　編曲：FLOW&Ikoman
  - MBS・TBS系アニメ『コードギアス 反逆のルルーシュR2』後期オープニングテーマ[注 1]。同シリーズのオープニングを担当をするのは「COLORS」に続いて2度目であり、「COLORS」の続編という視点をもって制作された[4]。
  - PVは前作「WORD OF THE VOICE」からの続編となっている。内容は、タイトル通り「世界の終わり」を表現しており、スタジオにオブジェと砂をセッティングし、広大な砂漠に見立てて制作された。
2. LEATHER FACE [3:10]
作詞：KOHSHI ASAKAWA　編曲：FLOW
3. I WILL [3:56]
作詞・編曲：FLOW
4. WORLD END -Instrumental- [3:48]
5. WORLD END -CODE GEASS Opening Mix- [1:29]

## 初回特典
- 初回仕様盤には、「スペシャルパッケージ仕様」として下記特典が付属した[5]。

1. 「FLOW」クリア・インク仕様ジャケット
2. 木村貴宏 描き下ろし『コードギアス』イラスト・ワイドキャップステッカー
3. 豪華24P『コードギアス』オープニングムービー原画&設定資料集
4. 「ルルーシュ観察手帳」プレート・ステッカー
5. 「ちびFLOW」ステッカーシート
6. 「ちびギアス」ステッカーシート（以下の3種のうち1種封入）
  - 黒の騎士団（ルルーシュ、C.C.、カレン、神楽耶、ディートハルト）
  - 神聖ブリタニア帝国（スザク、シュナイゼル、ロイド、セシル、ブリタニア皇帝）
  - アッシュフォード学園（ルルーシュ、スザク、シャーリー、ミレイ、リヴァル、アーサー）
7. 応募特典:「ランスロット&紅蓮弐式 プラモデル」抽選プレゼント応募券
  - A賞：FLOWオリジナルカラーリング・ランスロット&紅蓮弐式セット（1名）
  - B賞：ノーマルカラーリング・ランスロット&紅蓮弐式 セット（50名）

## 収録アルバム
オリジナル
- 『#5』（#1）

ベスト
- 『FLOW ANIME BEST』（#1）
- 『FLOW ANIME BEST 極』(#1)
- 『FLOW THE BEST 〜アニメ縛り〜』 (#1)

コンピレーション
- 『CODE GEASS COMPLETE BEST』（#1）

## テレビ出演
- 『ミュージックステーション』（テレビ朝日系、2008年8月15日放送分）
- 『音楽戦士 MUSIC FIGHTER』（日本テレビ系、2008年8月15日放送分）
- 『COUNT DOWN TV』（TBS系、2008年8月16日放送分）